# Justin Harper
Justin Harper (Richmond, Virginia, 30 de agosto de 1989) es un jugador de baloncesto estadounidense que actualmente se encuentra sin equipo.
Con 2,10 metros de estatura, juega en la posición de ala-pívot.
Mientras duró el lockout de la liga estadounidense, jugó en el Strasbourg IG de la liga francesa.

## Trayectoria deportiva

### Universidad
Jugó durante cuatro temporadas con los Spiders de la Universidad de Richmond, en las que promedió 10,7 puntos y 4,7 rebotes por partido. En su última temporada fue elegido en el mejor quinteto de la Atlantic Ten Conference tras liderar a su equipo en anotación (17,9 puntos por partido) y en rebotes (6,9), y ser el mejor anotador de la A-10 en los partidos de conferencia (20,3 puntos).

### Profesional
Fue elegido en la trigésimo segunda posición del Draft de la NBA de 2011 por Cleveland Cavaliers, pero sus derechos fueron traspasados a Orlando Magic a cambio de dos futuras segundas rondas del draft.
Mientras duró el cierre sindical de la NBA del año 2011 estuvo jugando en el equipo francés del Strasbourg IG.

#### Estadísticas

##### Temporada regular
| Año     | Equipo  | PJ | PT | MPP | %TC  | %3P  | %TL  | RPP | APP | ROB | TPP | PPP |
| ------- | ------- | -- | -- | --- | ---- | ---- | ---- | --- | --- | --- | --- | --- |
| 2011–12 | Orlando | 14 | 0  | 6.0 | .290 | .154 | .000 | .9  | .1  | .1  | .2  | 1.4 |
| Total   |         | 14 | 0  | 6.0 | .290 | .154 | .000 | .9  | .1  | .1  | .2  | 1.4 |

##### Playoffs
| Año   | Equipo  | PJ | PT | MPP | %TC  | %3P  | %TL | RPP | APP | ROB | TPP | PPP |
| ----- | ------- | -- | -- | --- | ---- | ---- | --- | --- | --- | --- | --- | --- |
| 2012  | Orlando | 1  | 0  | 5.0 | .000 | .000 | .0  | .0  | .0  | .0  | .0  | .0  |
| Total |         | 1  | 0  | 5.0 | .000 | .000 | .0  | .0  | .0  | .0  | .0  | .0  |